# こべっこランド

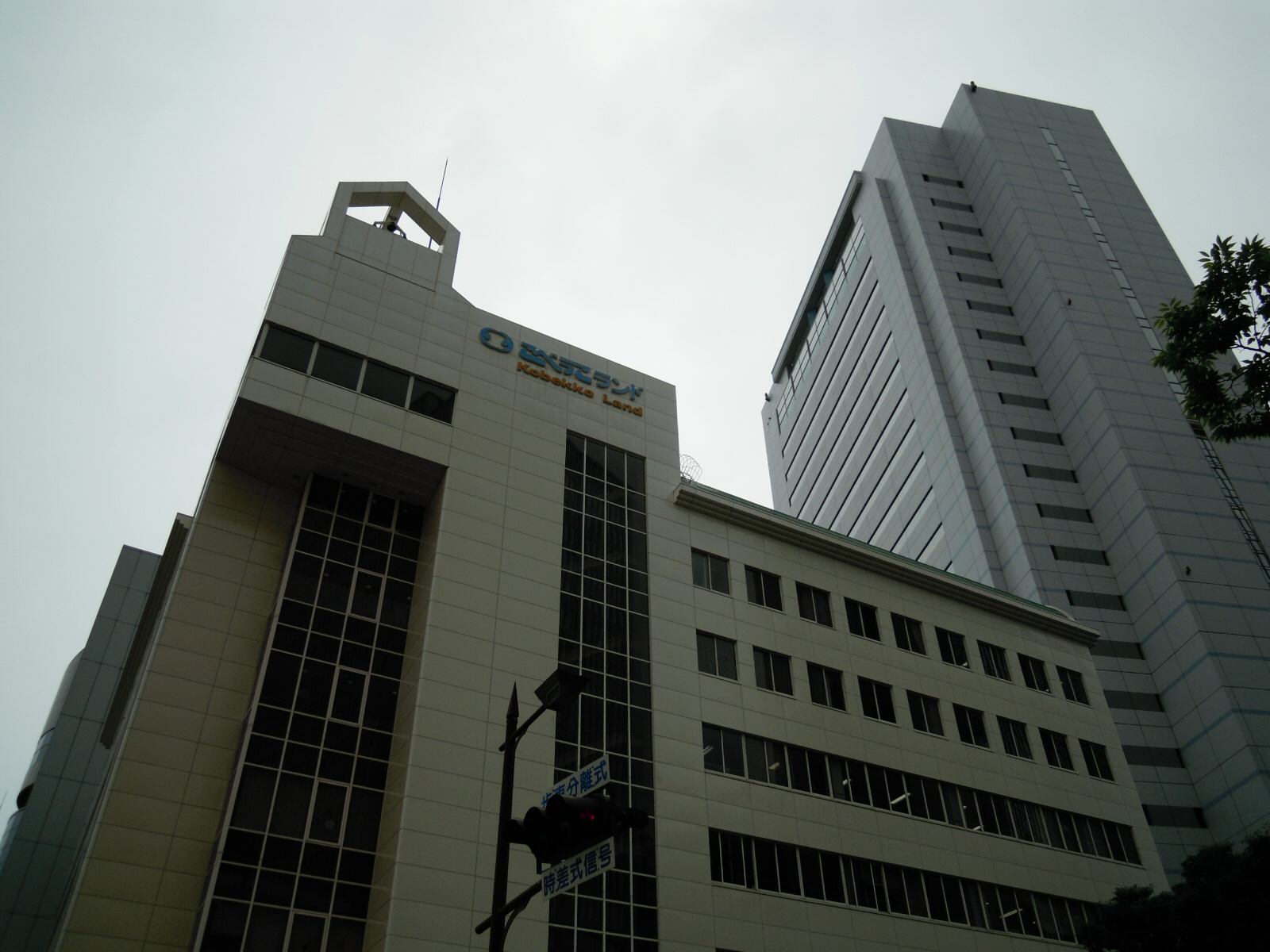
こべっこランド

こべっこランドは、兵庫県神戸市にある親子向けの公共施設。2023年（令和5年）2月11日に中央区から兵庫区に移転する。

## 歴史

### 開館
1987年（昭和62年）に神戸市中央区東川崎町1丁目3-1（神戸ハーバーランド内）に開設。児童が心身共に健やかに育つことを目的とした施設で、大型児童センターと児童相談所で構成されており、機能の異なる施設を一体的に運営している。様々な体験型の講座やイベントが実施され、発育の遅い子供には療育支援が行われ、学び遊び心身共に健やかに育つためのサポートが行われている。
当施設では時期に応じた子供向けのイベントが行われている。これには県内の大学生のボランティアによる催しも行われている。
2017年11月に開館より30年となり、累計来場者数が1000万人に達した。これに関する記念セレモニーが行われ、合奏団による演奏などで祝われた。

### 移転
2021年（令和3年）秋に兵庫区の和田岬に移転する予定だったが、地中障害物の影響などで延期となっていた。
2022年（令和4年）12月、神戸市は兵庫区和田岬へ2023年（令和5年）2月11日に移転することを発表した。神戸ハーバーランド（神戸市中央区東川崎町1丁目3-1）の施設は2023年1月22日で閉館し、神戸市兵庫区上庄通1番43号に移転する。新施設には屋内に大型の遊具、屋外に噴水広場や芝生広場などが設けられる。
なお、同一敷地内の別の建物に児童相談所である「こども家庭センター」（神戸市兵庫区上庄通1丁目1番27号）も移転して2023年2月6日から業務を開始する。